# Малая Туеска
Малая Туеска — река в России, протекает в Верхнекамском районе Кировской области. Устье реки находится в 5,4 км по левому берегу реки Большая Туеска. Длина реки составляет 10 км.
Исток реки на торфяных полях в 4 км западнее посёлка Светлополянск. Река течёт на юго-запад через торфяники по ненаселённой заболоченной местности. Впадает в Большую Туеску в 8 км к северо-западу от города Кирс.

## Данные водного реестра
По данным государственного водного реестра России относится к Камскому бассейновому округу, водохозяйственный участок реки — Вятка от истока до города Киров, без реки Чепца, речной подбассейн реки — Вятка. Речной бассейн реки — Кама.
По данным геоинформационной системы водохозяйственного районирования территории РФ, подготовленной Федеральным агентством водных ресурсов:
- Код водного объекта в государственном водном реестре — 10010300212111100030238
- Код по гидрологической изученности (ГИ) — 111103023
- Код бассейна — 10.01.03.002
- Номер тома по ГИ — 11
- Выпуск по ГИ — 1